# Independent First Nations Alliance
La Independant First Nations Alliance, abrégée en IFNA, est un conseil de chefs régionaux à but non lucratif représentant les Premières Nations ojibwées et oji-cries du Nord de l'Ontario au Canada. Le conseil fournit des services de conseils et des programmes à ses cinq nations membres. Il a été incorporé en 1989.

## Premières Nations membres
- Première Nation de Kitchenuhmaykoosib Inninuwug
- Première Nation de Lac Seul
- Première Nation de Muskrat Dam Lake
- Première Nation de Pikangikum
- Première Nation de Whitesand